# Charles W. Sweeney
Charles W. Sweeney (Lowell, 27 dicembre 1919 – Boston, 16 luglio 2004) è stato un generale e aviatore statunitense.

## Biografia
Nel 1942 si arruolò nell'Aeronautica Militare e imparò a pilotare il B-29.
È diventato famoso per aver pilotato il BOCKSCAR che sganciò la bomba atomica su Nagasaki il 9 agosto 1945 alle ore 11:09 ora locale. Il bombardamento causò la morte di decine di migliaia di persone, gran parte delle quali civili. Negli anni successivi, durante un'intervista, dichiarò di averlo fatto in quanto, nelle vesti militari, doveva eseguire un ordine.
Muore nel 2004 ed è stato sepolto nel Cimitero Nazionale del Massachusetts a Bourne, Massachusetts.